# Chaetocnema audisiana
Chaetocnema audisiana es un coleóptero de la familia Chrysomelidae. Fue descrita científicamente en 2000 por Biondi.